# İmirzaağa, Sarız
Mırzaağa là một xã thuộc huyện Sarız, tỉnh Kayseri, Thổ Nhĩ Kỳ. Dân số thời điểm năm 2008 là 76 người.